# Скуби-Ду и Мечът на самурая
„Скуби-Ду и Мечът на самурая“ (на английски: Scooby-Doo! and the Samurai Sword) е директно издаден на DVD анимационен филм за бойни изкуства през 2009 г., както и тринадесетият филм от филмовата поредица „Скуби-Ду“, базиран на едноименната анимационна поредица. В Съединените щати, DVD-то е продадено в над 163 890 бройки в първата седмица, а до януари 2014 г. е продаден в над 524 725 бройки.
Това е последния филм на „Скуби-Ду“, в който е използван анимационния стил, който е запален в телевизионния сериал „Какво ново, Скуби-Ду?“ (What's New, Scooby-Doo?), който го прави последната свързана продукция на телевизионния сериал. Това е също последния филм на „Скуби-Ду“, в който Кейси Кейсъм озвучава Шаги, преди неговото пенсиониране през 2010 г. и неговата смърт през 2014 г.

## Озвучаващ състав
- Франк Уелкър – Скуби-Ду и Фред Джоунс
- Кейси Кейсъм – Шаги Роджърс
- Грей Делайл – Дафни Блейк и Леля Махина
- Минди Кон – Велма Динкли
- Кели Ху – Миюми/Мис Миримото
- Саб Шимоно – Господин Такагава
- Кеоне Йънг – Мацуширо
- Кевин Майкъл Ричардсън – Соджо/Черният самурай
- Джеде Уатанабе – Кенджи
- Джордж Такеи – Старият самурай
- Брайън Кокс – Зеленият дракон

## В България
В България филмът първоначално е излъчен по bTV Comedy през 2014 г.
Излъчва се многократно по Cartoon Network, като част от „Картун Нетуърк Кино“.

### Български дублажи
Войсоувър дублаж
| Озвучаващи артисти  | Златина Тасева Татяна Етимова Кирил Бояджиев Георги Стоянов Радослав Рачев |
| Преводач            | Пламен Узунов                                                              |
| Тонрежисьор         | Стамен Янев                                                                |
| Режисьор на дублажа | Мария Ангелова                                                             |

Нахсинхронен дублаж
| Роля     | Изпълнител     |
| -------- | -------------- |
| Скуби-Ду | Георги Спасов  |
| Шаги     | Георги Стоянов |
| Фред     | Кирил Бояджиев |
| Велма    | Татяна Етимова |
| Дафни    | Златина Тасева |

| Обработка              | Александра Аудио |
| ---------------------- | ---------------- |
| Изпълнителен продуцент | Васил Новаков    |